# Arquidiócesis de Lecce
La arquidiócesis de Lecce (en latín: Archidioecesis Lyciensis y en italiano: Arcidiocesi di Lecce) es una circunscripción eclesiástica de la Iglesia católica en Italia. Se trata de una arquidiócesis latina, sede metropolitana de la provincia eclesiástica de Lecce. Desde el 18 de junio de 2025 su arzobispo es Angelo Raffaele Panzetta.

## Territorio y organización

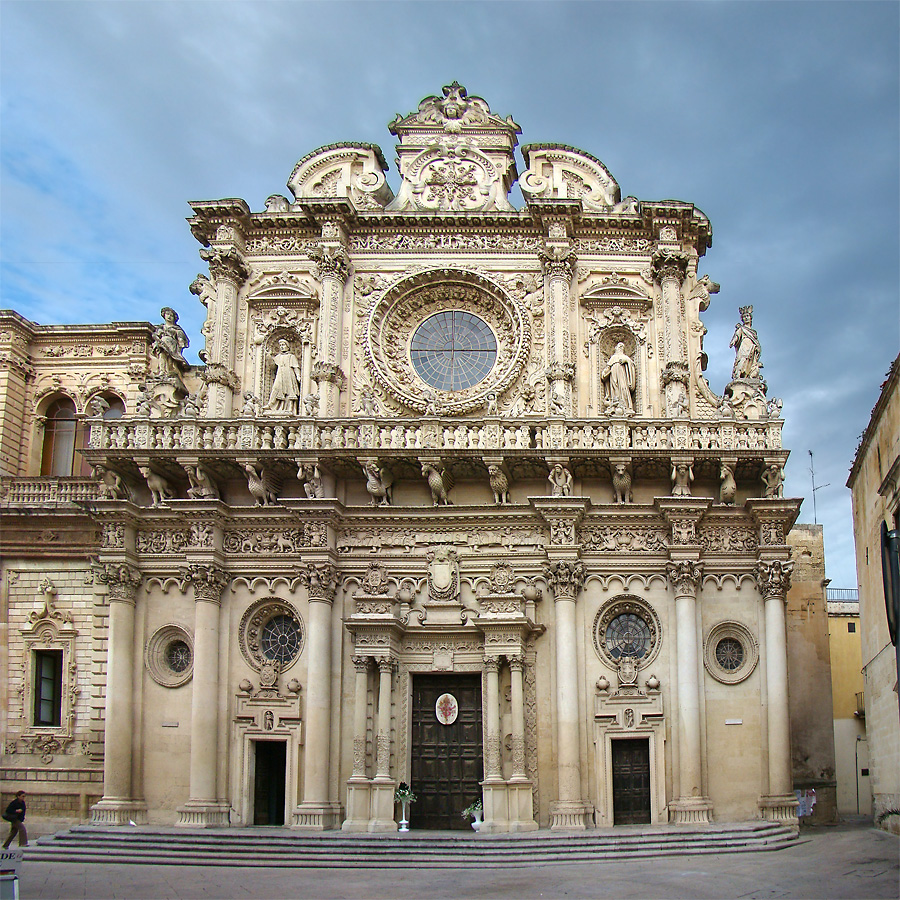
Basílica de la Santa Cruz, en Lecce

La arquidiócesis tiene 750 km² y extiende su jurisdicción sobre los fieles católicos de rito latino residentes en la región de Apulia, en:
- 2 comunas en la provincia de Brindisi: San Pietro Vernotico y Torchiarolo;
- 16 comunas en la provincia de Lecce: Arnesano, Campi Salentina, Carmiano, Cavallino, Lecce, Lequile, Lizzanello, Melendugno, Monteroni di Lecce, Novoli, San Cesario di Lecce, San Pietro in Lama, Squinzano, Surbo, Trepuzzi y Vernole.

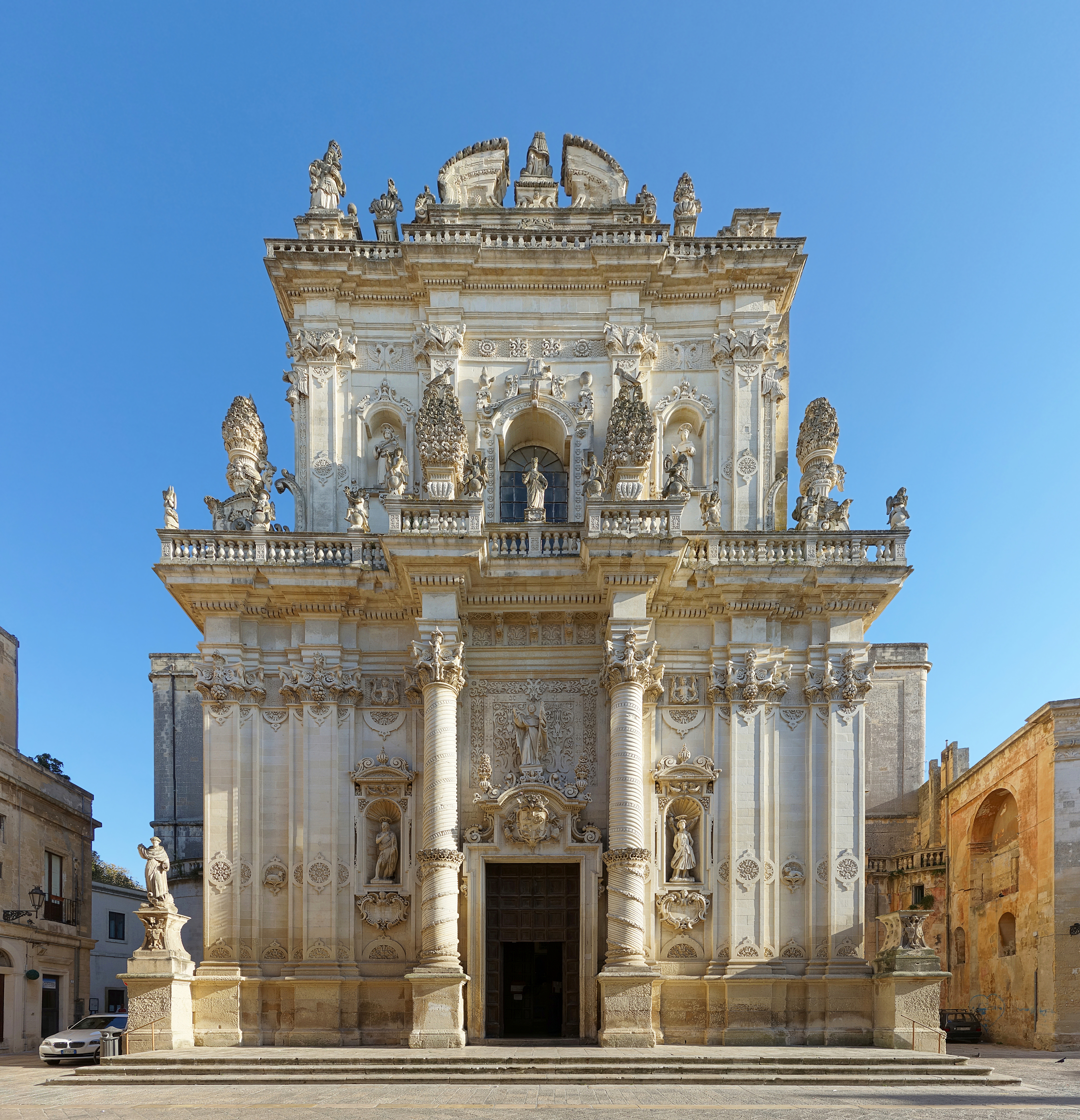
Basílica de San Juan Bautista del Rosario, en Lecce

La sede de la arquidiócesis se encuentra en la ciudad de Lecce, en donde se halla la Catedral de Santa María Asunta y San Oronzo y 3 basílicas menores:
- la basílica de la Santa Cruz, elevada por el papa Pío X el 24 de enero de 1905;[4]
- la basílica de San Juan Bautista del Rosario, elevada por el papa Pío XII el 11 de junio de 1948;[5]
- la basílica de Santo Domingo Savio, elevada por el papa Juan Pablo II el 16 de april de 1984.[6]

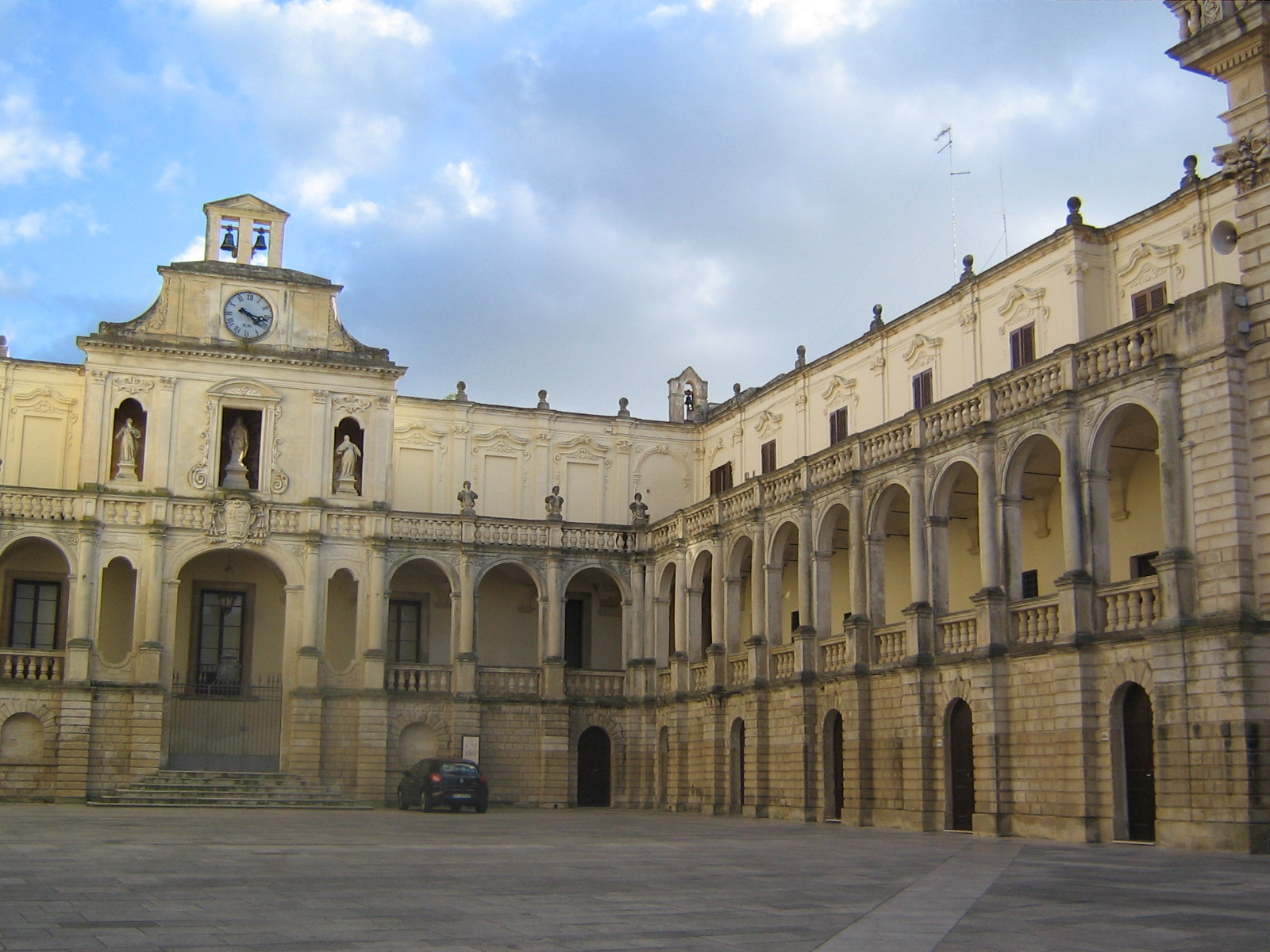
Palacio arzobispal de Lecce

En 2021 en la arquidiócesis existían 77 parroquias agrupadas en 4 vicarías: Lecce, Monteroni di Lecce, Squinzano y Vernole.

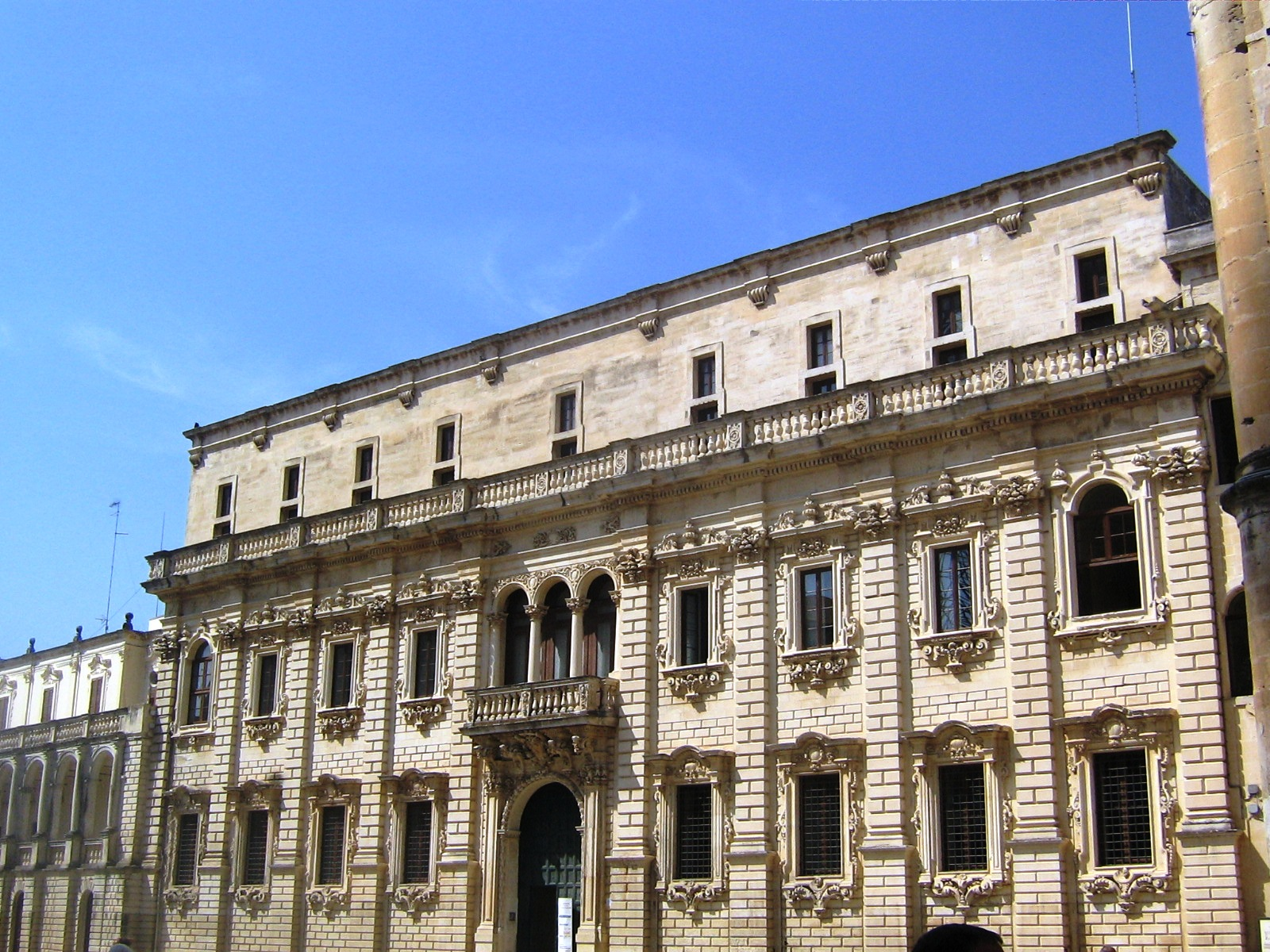
Antiguo palacio del seminario diocesano en Lecce

La arquidiócesis tiene como sufragáneas a las arquidiócesis de: Bríndisi-Ostuni y Otranto; y a las diócesis de: Nardò-Gallipoli y Ugento-Santa María de Leuca.

## Historia

### Los orígenes
La tradición, que se remonta a la segunda mitad del siglo XVI, remonta la fundación de la diócesis de Lecce a los tiempos apostólicos: en el siglo I Justo de Corinto predicó la fe cristiana en la ciudad de Salento, convirtiendo a Oronzo, que luego fue consagrado obispo en Corinto por el apóstol Pablo, quien colocó a su lado a su sobrino Fortunato como coadjutor y sucesor. Oronzo murió mártir durante la persecución contra los cristianos.
A partir del siglo XVII historiadores locales como Giulio Cesare Infantino y Francesco Nicola Fatalò ampliaron la cronología de Lecce de los primeros siglos, en parte adoptada por Ferdinando Ughelli en su Italia sacra, y, según los gustos de la época, «con la ayuda de la fantasía» aceptaron «tradiciones acríticas sobre los orígenes de la sede episcopal y la sucesión episcopal». Así, prelados que históricamente ocupaban otras sedes episcopales, como Leucio de Bríndisi, Dionisio de Roma, Blas de Sebaste o Nicetas de Remesiana, se convirtieron en obispos de Lecce.
Según De Leo, las leyendas hagiográficas que están en el origen de la cronología episcopal de Lecce implican sin embargo "un núcleo de verdad", es decir, que «es extremadamente probable que la difusión del cristianismo en Terra d'Otranto se produjera alrededor del siglo XIVI-V gracias a la obra del protoobispo de Bríndisi Leucio». Una presencia cristiana primitiva en Lecce se recuerda también en uno de los poemas del obispo Paulino de Nola del siglo IV.
La diócesis está documentada históricamente desde la segunda mitad del siglo VI: en 553 el obispo Venantius Lippiensis firmó el Constitutum en Constantinopla con el que el papa Vigilio vetaba la condena de los Tres Capítulos. En el año 595, a causa de la muerte del obispo, el papa Gregorio Magno nombró a Pietro de Otranto visitador apostólico de la diócesis y le encargó supervisar la elección del nuevo obispo. No se tienen más noticias de la diócesis de Lecce hasta el siglo XI. Las numerosas guerras que se sucedieron en el territorio leccense, durante los diversos períodos normando, lombardo y bizantino, hicieron que la importancia de la sede de Lecce disminuyera con el tiempo.

### La Edad Media
La diócesis de Lecce reapareció en la segunda mitad del siglo XI, coincidiendo con las conquistas normandas, que hicieron de Lecce un importante centro comercial, hasta convertirse en la capital del Salento. En este período se encuentra al obispo Teodoro, documentado en diplomas de 1057, 1092 y 1101, textos sobre cuya autenticidad, sin embargo, los historiadores no son unánimes.
A principios del siglo XII se conoce al obispo Formoso, cuyo nombre aparece en el epígrafe dedicatorio de la catedral, que hizo construir en 1114 con la ayuda del conde de Lecce, Godofredo de Altavilla, hermano de Roberto Guiscardo. Fue renovada después de 1230, por orden del obispo Roberto. La pertenencia de Lecce a la provincia eclesiástica de la arquidiócesis de Otranto está documentada desde la Edad Media.
La fundación del monasterio benedictino femenino de San Giovanni Evangelista se remonta a 1133, gracias al conde Accardo II, que al año siguiente pasó inmediatamente a estar sujeto a la Santa Sede por orden del antipapa Anacleto II. Inés, la hermana del conde, se convirtió en la primera abadesa. En 1180 se fundó el monasterio benedictino de los Santos Nicolás y Cataldo. El capítulo catedralicio de Lecce tiene su origen en el obispo Volturio (1230).
En el siglo XII, «la Iglesia de Lecce recibió algunos feudos como donación, entre ellos el de San Pietro Vernotico... El obispo de Lecce reivindicó derechos feudales sobre San Pietro Vernotico, Novoli, Carmiano, Magliano, Monteroni, San Pietro in Lama y Lequile, y tenía jurisdicción civil y penal sobre Lequile, Cavallino, Lizzanello, Vanze, Merine, Campi, Strudà, Melendugno, San Cassiano y Squinzano».
Entre los siglos XIII y XIV llegaron a Lecce algunas órdenes religiosas importantes: en 1219 llegaron los franciscanos, enviados por el mismo san Francisco de Asís, que fundó el primer convento en 1273. Más tarde llegaron los celestinos de Santa Croce y en 1388 los dominicos.
Debido a la importancia asumida por la ciudad en el siglo XV, en 1410 el obispo Tommaso Morganti obtuvo del papa la exención de la jurisdicción metropolitana de los arzobispos de Otranto. Pero este privilegio duró poco tiempo, ya que fue revocado por su sucesor Curello Ciccaro.

### SiglosXVIyXVII
Desde el 17 de mayo de 1518 hasta el 3 de junio de 1521, durante el episcopado de Giovanni Antonio Acquaviva d'Aragona, la diócesis de Lecce estuvo unida in persona episcopi a la diócesis de Alessano.
Durante el episcopado de Braccio Martelli, a mediados del siglo XVI, hubo un fuerte impulso hacia la construcción religiosa. Durante este período se abrieron nuevas obras, entre las que la más importante fue la de la basílica de Santa Cruz. El mismo obispo fue el primer prelado de Lecce en participar en el Concilio de Trento. Luego del concilio los obispos de Lecce, a partir de Martelli, intentaron implementar las reformas tridentinas. Sin embargo, dichas reformas no tuvieron éxito por las diversas disputas entre el obispo y el capítulo catedralicio. 
En la segunda mitad del siglo XVI, la Iglesia de Lecce estuvo marcada por el largo episcopado de Annibale Saraceno (1560-1591), hermano del cardenal Giovanni Michele Saraceni, que le había precedido, como administrador apostólico, en la silla de Salento. Habiendo entrado en conflicto con el cabildo catedralicio, fue acusado de la muerte del tesorero del cabildo y llevado a juicio en Roma, donde fue condenado y suspendido durante siete años (1571-1578). El primer sínodo moderno fue celebrado en 1563, convocado por el vicario Francesco Ulmo, pero tampoco logró superar las disputas. En estos años llegaron a Lecce los jesuitas (1574), encabezados por san Bernardino Realino, y los teatinos (1591), precedidos por los carmelitas en 1546.
También su sucesor Scipione Spina (1591-1639) tuvo una vida difícil, pues también él entró en conflictos con el cabildo catedralicio, formado por descendientes de las mejores familias aristocráticas de la ciudad y que competían constantemente entre sí, y sobre todo con las autoridades comunales, que le acusaban de malversar fondos del hospital del Espíritu Santo. Trasladado a Roma para ser juzgado, fue encerrado en las cárceles del Castillo de Sant'Angelo en 1596 hasta la conclusión del proceso, del que salió victorioso, pero llegó a Lecce sólo en 1600.
El ambiente cambió radicalmente con la elección de Luigi Pappacoda (1639-1670), "hombre enérgico pero conciliador, celebró sínodos, visitó parroquias y obtuvo importantes resultados en beneficio de la Reforma", quien logró ganar la simpatía del capítulo. Fue el verdadero iniciador de la reforma tridentina en Lecce y durante su gobierno logró numerosas reformas, visitó las parroquias de la diócesis, administró justicia civil y eclesiástica, reformó las costumbres del clero diocesano, favoreció la instrucción católica y la gestión de las escuelas y edificó la nueva catedral. El ambiente dejado por Pappacoda fue propicio para que en los años sucesivos se fundaran nuevas congregaciones y fraternidades. La Iglesia de Lecce obtuvo prestigio con la elección al trono papal, con el nombre de Inocencio XII, de Antonio Pignatelli, que había sido obispo de Lecce desde 1671 a 1682.

### Iglesia y arte barroco
En la segunda mitad del siglo XVI, la Iglesia de Lecce inició una revolución arquitectónica que duraría aproximadamente dos siglos. Con los estímulos provenientes del barroco romano y del plateresco español, los obispos de Lecce, y las órdenes religiosas presentes en la ciudad, iniciaron una serie de modificaciones y nuevas estructuras, que pronto después influyeron también en las residencias nobiliarias, marcando así el inicio del barroco leccense, que encontró en la Iglesia su mayor impulsora. En algunos casos se creó una especie de simbiosis entre obispo y arquitecto, como en los casos de Luigi Pappacoda con Giuseppe Zimbalo, y de Antonio y Michele Pignatelli con Giuseppe Cino.
En 1661 Luigi Pappacoda encargó la reconstrucción de la catedral al arquitecto Giuseppe Zimbalo, quien concluyó la obra en 1682. En 1751 Alfonso Sozy Carafa hizo añadir la artística puerta de roble.
En el siglo XVII Lecce se convirtió en una auténtica ciudad de construcción al aire libre. A este período se remontan la construcción de la basílica de San Giovanni Battista al Rosario y las iglesias de Sant'Irene, Santa Teresa, Sant'Anna, Santa Chiara, Sant'Angelo o Santa Maria di Costantinopoli, San Matteo, la iglesia de la Madre de Dios o de las Scalze y otras. Queda claro pues cómo la actividad de la Iglesia de Lecce fue fundamental para el desarrollo de toda la ciudad. En el siglo XVII Italia meridional se abrió a la dinastía borbónica. El emperador Carlos III estipuló un concordato con el papa Benedicto XIV, para regular los bienes eclesiásticos, la obligatoriedad de la residencia del clero y el número de eclesiásticos. 
En el siglo XVIII la Iglesia de Lecce continuó, aunque con menos frenesí, erigiendo iglesias barrocas, siendo los principales ejemplos la iglesia del Alcantarino o de Santa Maria della Provvidenza y la iglesia del Carmine.

### ElsigloXVIII
El seminario, terminado en 1709 e inaugurado el 1 de septiembre, fue construido por orden del obispo Michele Pignatelli, quien confió su diseño y construcción a Giuseppe Cino.
Poco después, la ciudad y la diócesis de Lecce vivieron uno de los momentos más oscuros y tristes de su historia, la culminación de conflictos seculares entre autoridades civiles y religiosas. «Fabrizio Pignatelli, representante de la resistencia papal contra el exequátur y los impuestos adversos a los clérigos, no aceptó las restricciones en esta materia queridas por la administración civil, que se quejaba de la imposibilidad de sobrevivir, dado el número de aquellos que se ponían bajo la sotana para no pagar los impuestos». «El profundo contraste entre las autoridades eclesiásticas y civiles, que provocó primero la repentina captura y deportación del obispo Pignatelli fuera del Reino, y luego la expulsión de Lecce del vicario general Scipione Martirani, así como el encarcelamiento de los familiares de ambos», está en el origen del interdicto lanzado contra la ciudad por el obispo Fabrizio Pignatelli, confirmado con un breve apostólico por el papa Clemente XI el 24 de diciembre de 1711. En Lecce, todo tipo de actividad religiosa, sacramental y pastoral quedó prohibida hasta la resolución de las graves tensiones entre el Estado y la Iglesia en 1719.
Entre los prelados del siglo XVIII destacó especialmente Scipione Sersale (1744-1751), que se esforzó por organizar el seminario y preparar adecuadamente a los candidatos al sacerdocio; y Alfonso Sozy Carafa (1751-1783), que trabajó para restablecer un clima de serenidad en la Iglesia y en la ciudad de Lecce.
A finales del siglo XVIII, durante la invasión napoleónica, los borbones fueron expulsados, las órdenes religiosas fueron suprimidas, algunos bienes eclesiásticos confiscados y se limitó la formación católica. A la caída de Napoleón y el regreso de los borbones, mejoró la situación. El clero aumentó tanto, que incluso para 1819, la diócesis tenía 98 nuevos sacerdotes y solo 30 parroquias.

### Era contemporánea
En el siglo XIX, el obispo Nicola Caputo (1818-1862) fue el único obispo de Salento que apoyó abiertamente el proceso de unificación. En 1848 procedió a bendecir la bandera tricolor durante los movimientos revolucionarios, lo que le valió algunos años de exilio en Capua. En 1860 envió un mensaje de buenos deseos a Garibaldi. Con la unificación de Italia, muchos bienes de la Iglesia de Lecce fueron confiscados, incluido el seminario, convertido en cuartel, y devueltos a la diócesis gracias a las peticiones del obispo Salvatore Luigi Zola (1877-1898).
El inicio del siglo XX conoció la acción pastoral de Gennaro Trama (1902-1927), quien «combatió los errores del modernismo, celebró el congreso eucarístico de 1925, promovió las asociaciones laicales con el nacimiento de la Acción Católica, los terciarios franciscanos, las Damas de la Caridad y varias cofradías; También promovió el nacimiento del Piccolo Credito Salentino, el primer banco católico del Salento».
En 1908 fue fundado el seminario regional, dirigido por los jesuitas, pero, durante la Segunda Guerra Mundial, fue convertido en hospital militar y luego trasladado a Molfetta, siendo su primer rector Raffaello Delle Nocche.
En el período de posguerra trabajó Francesco Minerva (1950-1981), tratando de aplicar las normas del Concilio Vaticano II, y en 1956, del 29 de abril al 6 de mayo, fue anfitrión del XV Congreso Eucarístico Nacional en Lecce, en el que participó como legado papal el cardenal Marcello Mimmi. También estuvo presente el entonces cardenal Angelo Giuseppe Roncalli, futuro papa Juan XXIII. Durante su episcopado se fundó el semanario L’ Ora del Salento (1963) y se erigió el Instituto de Ciencias Religiosas (1959), para la formación de laicos y se celebraron dos congresos marianos.
El 28 de septiembre de 1960 la diócesis perdió su sufragánea secular en favor de la arquidiócesis de Otranto, pasando a estar inmediatamente sujeta a la Santa Sede mediante la bula Cum a nobis de Juan XXIII.
El 20 de octubre de 1980 Lecce fue elevada al rango de sede metropolitana mediante la constitución apostólica Conferentia Episcopalis Apuliae del papa Juan Pablo II. Con esta bula papal, contemporáneamente a la supresión de las sedes metropolitanas de Bríndisi y Otranto, se instituyó la provincia eclesiástica de Lecce, compuesta por 6 diócesis sufragáneas: Otranto, Ugento-Santa María de Leuca, Nardò, Gallipoli, Bríndisi y Ostuni. El 30 de septiembre de 1986, con el decreto Instantibus votis de la Congregación para los Obispos, tanto Bríndisi como Ostuni, así como Nardò y Gallipoli, se unieron en plena unión. El número de sufragáneos quedó así reducido a cuatro diócesis. Francesco Minerva fue el último obispo y el primer arzobispo metropolitano de Lecce.
El 16 de julio de 1988, la parroquia de la aldea de Borgagne en la comuna de Melendugno, que pertenecía a la arquidiócesis de Otranto, fue anexada a la arquidiócesis mediante el decreto Ad liberius de la Congregación para los Obispos.
El 17 y 18 de septiembre de 1994, la arquidiócesis de Lecce recibió la visita apostólica del papa Juan Pablo II, quien en esa ocasión inauguró el sínodo diocesano y el nuevo seminario arzobispal y definió la ciudad de Lecce como "una verdadera ciudad iglesia".
En 2006, en el 50 aniversario del XV Congreso Eucarístico Nacional, se celebró un Congreso Eucarístico diocesano, presidido por Cosmo Francesco Ruppi, en el que participaron los obispos y arzobispos sufragáneos y, por delegación del papa Benedicto XVI, los cardenales Salvatore De Giorgi y Angelo Sodano.
En los años 2016-2017 se celebró el Sínodo diocesano de los jóvenes, como momento de especial escucha de las nuevas generaciones, convocado, preparado y celebrado por el arzobispo Domenico D'Ambrosio.
El 26 de agosto de 2021, solemnidad de los Santos Patronos, fue inaugurado por el arzobispo Michele Seccia el jubileo con motivo del bimilenario del nacimiento de san Oronzo. Por decreto de la Penitenciaría Apostólica, se concede indulgencia plenaria por el jubileo.

## Estadísticas
Según el Anuario Pontificio 2022 la arquidiócesis tenía a fines de 2021 un total de 269 390 fieles bautizados.
| Año                                                                             | Población            | Población | Población      | Sacerdotes | Sacerdotes    | Sacerdotes    | Bautizados por sacerdote | Diáconos permanentes | Religiosos | Religiosos | Parroquias |
| Año                                                                             | Bautizados católicos | Total     | % de católicos | Total      | Clero secular | Clero regular | Bautizados por sacerdote | Diáconos permanentes | Varones    | Mujeres    | Parroquias |
| ------------------------------------------------------------------------------- | -------------------- | --------- | -------------- | ---------- | ------------- | ------------- | ------------------------ | -------------------- | ---------- | ---------- | ---------- |
| 1950                                                                            | 163 000              | 164 000   | 99.4           | 270        | 180           | 90            | 603                      |                      | 170        | 580        | 39         |
| 1970                                                                            | 225 274              | 225 324   | 100.0          | 220        | 155           | 65            | 1023                     |                      | 83         | 560        | 52         |
| 1980                                                                            | 247 096              | 247 177   | 100.0          | 213        | 142           | 71            | 1160                     |                      | 99         | 519        | 65         |
| 1990                                                                            | 265 376              | 269 708   | 98.4           | 214        | 148           | 66            | 1240                     | 3                    | 86         | 427        | 74         |
| 1999                                                                            | 255 000              | 257 804   | 98.9           | 206        | 151           | 55            | 1237                     | 25                   | 78         | 393        | 76         |
| 2000                                                                            | 266 000              | 268 580   | 99.0           | 205        | 151           | 54            | 1297                     | 27                   | 67         | 358        | 76         |
| 2001                                                                            | 265 000              | 267 224   | 99.2           | 212        | 152           | 60            | 1250                     | 30                   | 76         | 324        | 76         |
| 2002                                                                            | 274 770              | 276 979   | 99.2           | 213        | 153           | 60            | 1290                     | 30                   | 75         | 324        | 76         |
| 2003                                                                            | 250 123              | 252 923   | 98.9           | 208        | 148           | 60            | 1202                     | 31                   | 75         | 324        | 76         |
| 2004                                                                            | 258 225              | 260 988   | 98.9           | 200        | 140           | 60            | 1291                     | 31                   | 74         | 334        | 76         |
| 2013                                                                            | 273 697              | 274 517   | 99.7           | 180        | 122           | 58            | 1520                     | 38                   | 75         | 277        | 77         |
| 2016                                                                            | 295 280              | 296 580   | 99.6           | 162        | 115           | 47            | 1822                     | 35                   | 63         | 248        | 77         |
| 2019                                                                            | 289 770              | 291 300   | 99.5           | 183        | 125           | 58            | 1583                     | 34                   | 68         | 230        | 77         |
| 2021                                                                            | 269 390              | 270 210   | 99.7           | 179        | 124           | 55            | 1504                     | 33                   | 65         | 209        | 77         |
| Fuente: Catholic-Hierarchy, que a su vez toma los datos del Anuario Pontificio. |                      |           |                |            |               |               |                          |                      |            |            |            |

### Vida consagrada

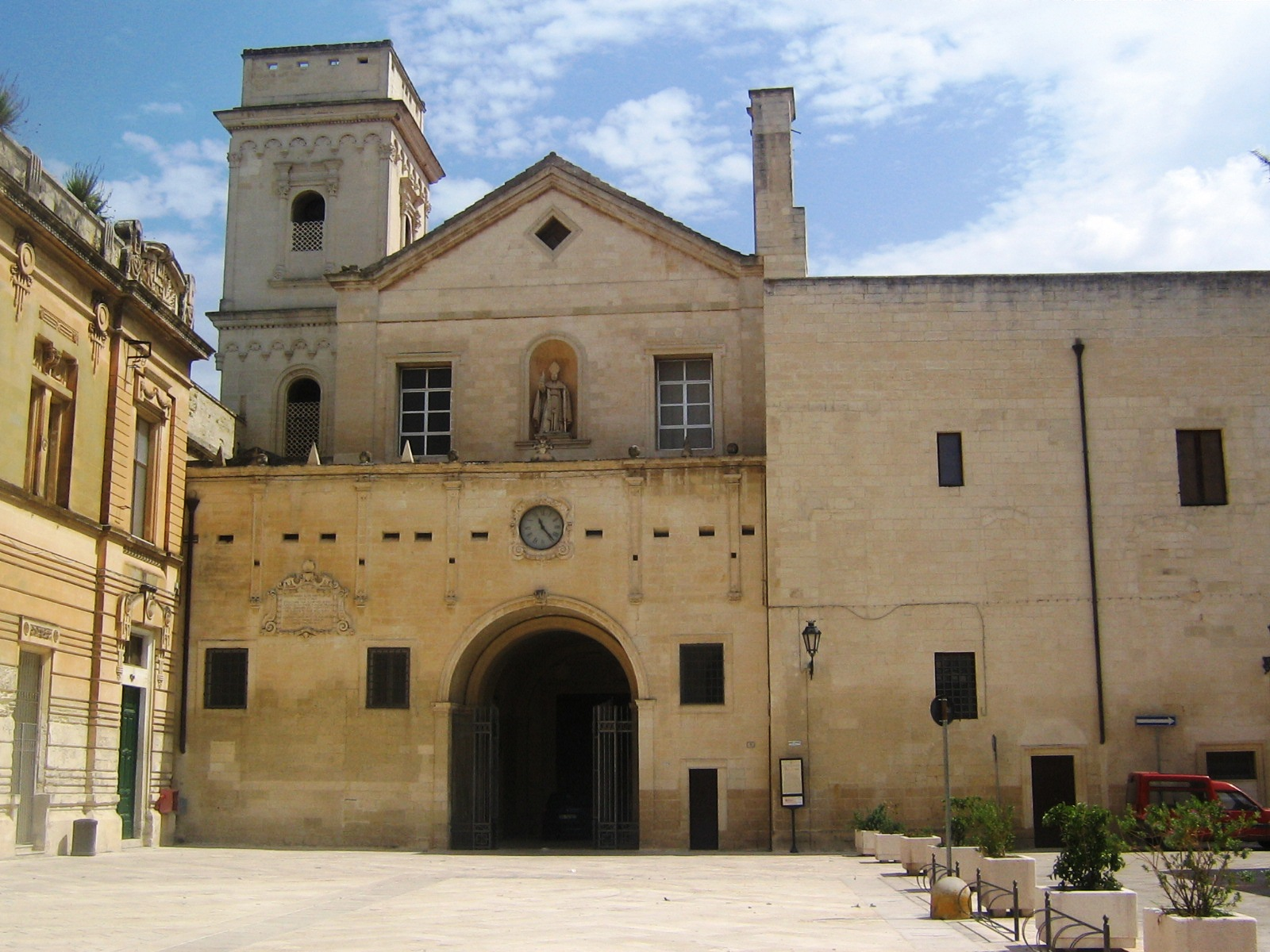
Iglesia del monasterio de San Juan Evangelista en Lecce de las monjas benedictinas de la Congregación Casinesa

En el territorio leucano desarrollan su actividad pastoral religiosos y religiosas. Las comunidades religiosas masculinas que operan en la arquidiócesis son: Orden de Frailes Menores (franciscanos observantes), la Orden de los Hermanos Menores Capuchinos, la Compañía de Jesús, la Congregación de la Misión (vicentinos o paúles), los Clérigos Regulares de las Escuelas Pías (escolapios), la Congregación de la Pasión (pasionistas), los Misioneros Combonianos del Sagrado Corazón, los Siervos del Corazón Inmaculado de María, la Sociedad de San Francisco de Sales y los Terciarios Capuchinos de Nuestra Señora de los Dolores.
Las órdenes y congregaciones religiosas presentes en la arquidócesis de Lecce son: Monjas Benedictinas de la Congregación Casinense, Orden de las hermanas pobres de Santa Clara, Compasionistas Siervas de María, Discípulas del Sagrado Corazón, Discípulas de Jesús Eucarístico, Hijas de la Caridad de San Vicente de Paúl, Hijas Pobres de San José de Calasanz, Hijas de la Santa Virgen Inmaculada de Lourdes, Misioneras del Sagrado Corazón, Oblatas de San Antonio de Padua, Oblatas de la Virgen del Rosario, Oblatas Benedictinas de Santa Escolástica, Pía Sociedad Hijas de San Pablo, Hijas de Santa Marcelina, Hermanas de Caridad de la Inmaculada Concepción de Ivrea, Hermanas de Nuestra Señora de las Mercedes, Hermanas de la Pequeña Obra del Sagrado Corazón, Pobres Hijas de los Santos Estigmas de San Francisco de Asís, Hermanas Salesianas del Sagrado Corazón y Hermanas Siervas del Corazón Inmaculado de María.
En Lecce también hay grupos o comunidades de consagrados, pertenecientes a los siguientes institutos seculares Ancillae Mater Misericordiae, Misioneras de la Realeza de Cristo, Pequeña Familia Franciscana, Pequeñas Apóstoles de la Caridad, Misioneras de la Palabra de Dios, Siervas y Siervos del Sufrimiento, Sacerdotes Misioneros de la Realeza de Cristo y Sacerdotes Siervos del Sufrimiento.

## Episcopologio

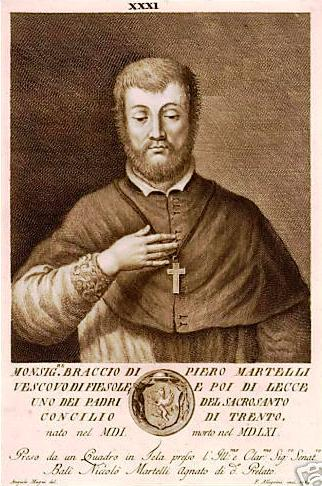
Braccio Martelli, obispo de 1552 a 1560, tomó parte del Concilio de Trento

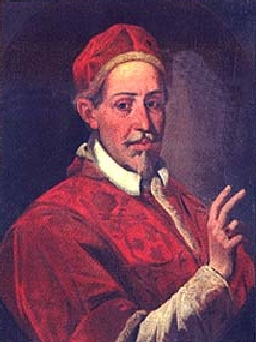
Antonio Pignatelli, futuro papa Inocencio XII, fue obispo de Lecce de 1671 a 1682

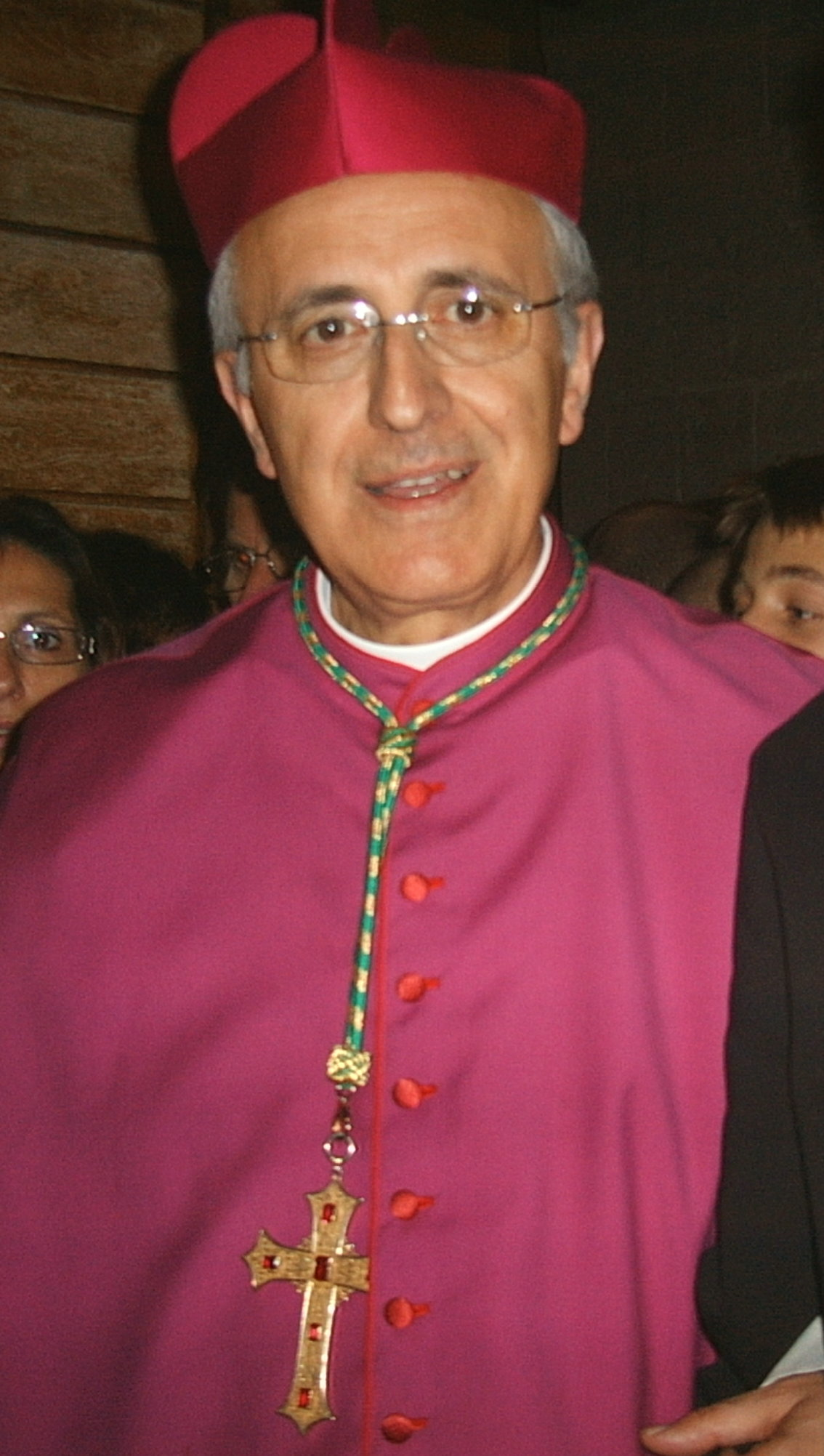
Domenico Umberto D'Ambrosio, arzobispo emérito de Lecce

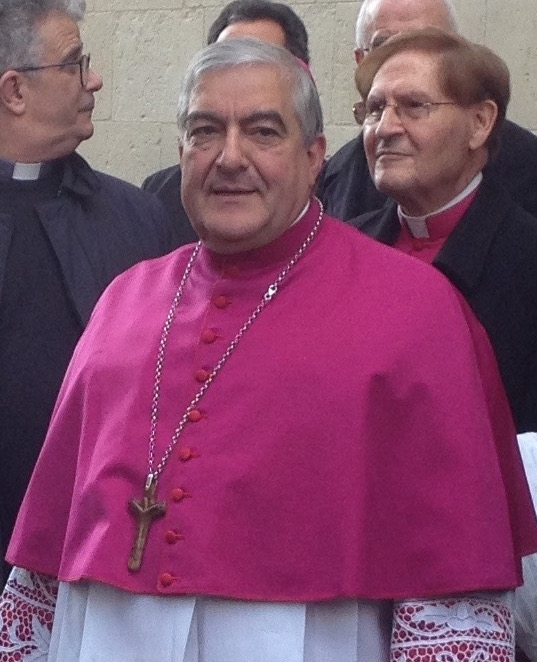
Michele Seccia, actual arzobispo de Lecce

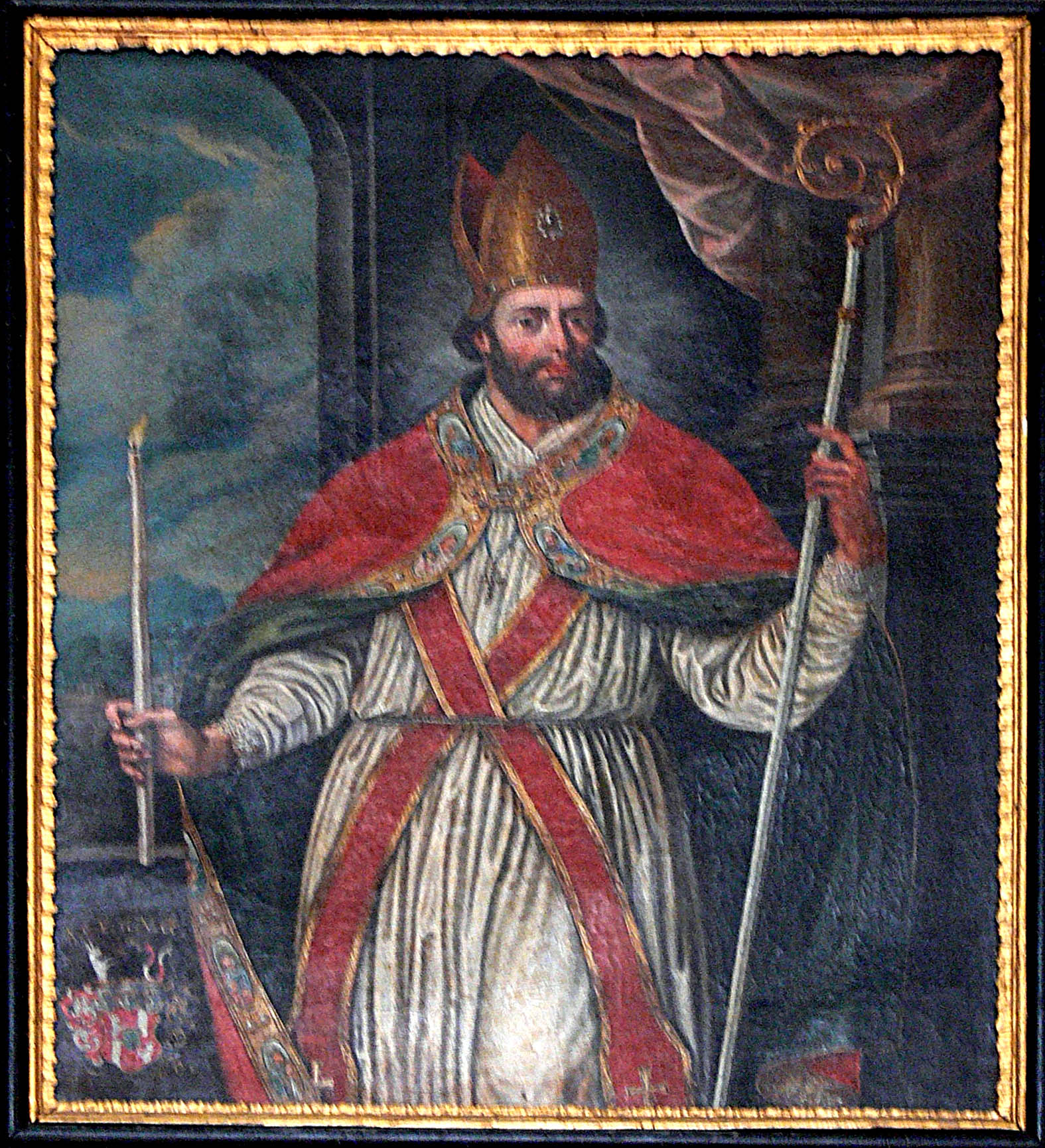
La tradición leucana sostiene que Blas de Sebaste habría sido obispo de Lecce en el

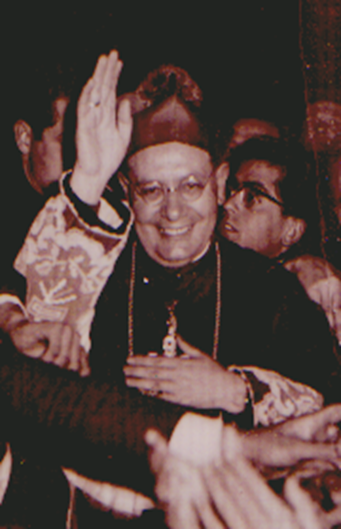
Francesco Minerva fue el primer arzobispo metropolitano de Lecce

### Obispos
Los obispos que precedieron a Venanzio (siglo VI) no están atestiguados históricamente, pero derivarían de una reconstrucción de la historiografía de Lecce del siglo XVII.
- San Oronzo? † (siglo I)[29]
- San Fortunato? † (siglo I)
- San Eleno? † (siglo I)[nota 3]
- San Leucio? † (siglo I)
- Donato? † (siglo II)[nota 4]
- San Dionisio? † (siglo III)[nota 5]
- San Biagio? † (siglo IV)[nota 6]
- San Aniceto (o Niceta)? † (siglo V)[nota 7]
- Giovanni Salice? † (siglo V)[nota 8]
- Leucio II? † (siglo V)[nota 9]
- Venanzio † (mencionado en 553)[nota 10]
- Teodoro Bonsecolo † (atestiguado en 1057, en 1092 y en 1101)
- Formoso[nota 11] † (antes de 1114-después de 1115)
- Gualtiero I † (mencionado en 1134)
- Pietro Guarini † (antes de 1179-después de 1182)[30][nota 12]
- Fulco Bello † (antes de julio de 1196-después de 1200)[30][31]
- Roberto[nota 13] † (antes de diciembre de 1212-después de 1230)[30]
  - Sede vacante (octubre de 1239)[30]
- Gualtiero II di Massafra † (documentado como "obispo electo" en 1254 y 1255)[30]
- Roberto di San Biagio † (mencionado en 1260?)[30]
- Pietro de Romana † (documentado como "obispo electo" en 1267)[30]
- Anonimo † (?-1269 falleció)[30]
- Gervasio † (8 de septiembre de 1269-febrero/junio de 1272 falleció)[30]
- Anonimo † (documentado como "obispo electo" en 1272)[30]
  - Sede vacante (marzo de 1274)[30]
- Godefredo (Goffredo) † (mencionado en 1285 circa)[nota 14]
- Roberto di Noha † (mencionado en 1301)
- Giovanni de Glandis † (antes de 1339-1348 falleció)
- Roberto Guarini † (9 de noviembre de 1348-? falleció)
- Antonio De Ferraris † (4 de julio de 1373-? falleció)
  - Nicola da Tarento † (23 de mayo 1384-1 de marzo de 1387 nombrado obispo de Bitetto) (antiobispo)
  - Ludovico † (mencionado en 1386) (obispo electo)
- Leonardo † (8 de noviembre de 1386-1389 renunció)
- Antonio da Viterbo, O.F.M. † (17 diciembre de 1389-? falleció)
- Tommaso Morganti, O.Cist. † (1409-17 de marzo de 1419 nombrado obispo de Nocera Umbra)
- Curello Ciccaro † (19 diciembre de 1419-1429 falleció)
- Tommaso Ammirato, O.S.B. † (2 de marzo de 1429-1438 falleció)
- Guido Giudano, O.F.M. † (6 de agosto de 1438-13 de julio de 1453 nombrado arzobispo de Bari e Canosa)
- Antonio Ricci † (20 de julio de 1453-24 diciembre de 1483 falleció)
- Roberto Caracciolo, O.F.M. † (8 de marzo de 1484-18 de julio de 1485 nombrado obispo de Aquino)
- Antonio Tolomei † (18 de julio de 1485-1498 falleció)
  - Luigi d'Aragona † (19 diciembre de 1498-24 de marzo de 1502 renunció) (administrador apostólico)
- Giacomo Piscicelli † (24 de marzo de 1502-1507 falleció)
- Pietro Matteo d'Aquino † (18 de febrero de 1508-1511 falleció)
- Ugolino Martelli † (9 de abril de 1511-18 de mayo 1517 nombrado obispo de Narni)
- Giovanni Antonio Acquaviva d'Aragona † (18 de mayo 1517-1525 falleció)
- Consalvo di Sangro † (19 de enero de 1525-1530 falleció)
- Alfonso di Sangro † (9 de marzo de 1530-20 de abril de 1534 renunció)
  - Ippolito de' Medici † (20 de abril de 1534-26 de febrero de 1535 renunció) (administrador apostólico)
- Giovanni Battista Castromediano † (26 de febrero de 1535-17 de enero de 1552 falleció)
- Braccio Martelli † (12 de febrero de 1552-17 de agosto de 1560 falleció)
  - Giovanni Michele Saraceni † (13 de septiembre de 1560-29 de noviembre de 1560) (administrador apostólico)
- Annibale Saraceno † (29 de noviembre de 1560-1591 renunció)
- Scipione Spina † (10 de mayo 1591-6 de marzo de 1639 falleció)
- Luigi Pappacoda † (30 de mayo 1639-17 diciembre de 1670 falleció)
- Antonio Pignatelli † (4 de mayo 1671-12 de enero de 1682 nombrado obispo de Faenza)
- Michele Pignatelli, C.R. † (26 de enero de 1682-20 de noviembre de 1695 falleció)
- Fabrizio Pignatelli † (2 de abril de 1696-12 de mayo 1734 falleció)
- Giuseppe Maria Ruffo di Bagnara † (25 de mayo 1735-3 de febrero de 1744 nombrado arzobispo de Capua)
- Scipione Sersale † (3 de febrero de 1744-11 de julio de 1751 falleció)
- Alfonso Sozy Carafa, C.R.S. † (15 de noviembre de 1751-19 de febrero de 1783 falleció)
  - Sede vacante (1783-1792)
- Salvatore Spinelli, O.S.B. † (26 de marzo de 1792-18 diciembre de 1797 nombrado arzobispo de Salerno)
  - Sede vacante (1797-1818)
- Nicola Caputo † (21 diciembre de 1818-6 de noviembre de 1862 falleció)
  - Sede vacante (1862-1872)
- Valerio Laspro † (6 de mayo 1872-20 de marzo de 1877 nombrado arzobispo de Salerno)
- Salvatore Luigi Zola, C.R.L. † (22 de junio de 1877-27 de abril de 1898 falleció)
- Evangelista Di Milia, O.F.M.Cap. † (10 de noviembre de 1898-17 de septiembre de 1901 falleció)
- Gennaro Trama † (14 de febrero de 1902-9 de noviembre de 1927 falleció)
- Alberto Costa † (7 diciembre de 1928-2 de agosto de 1950 falleció)
- Francesco Minerva † (17 diciembre de 1950-20 de octubre de 1980 nombrado arzobispo)

### Arzobispos
- Francesco Minerva † (20 de octubre de 1980-27 de enero de 1981 retirado)
- Michele Mincuzzi † (27 de enero de 1981-7 diciembre de 1988 retirado)
- Cosmo Francesco Ruppi † (7 diciembre de 1988-16 de abril de 2009 retirado)
- Domenico Umberto D'Ambrosio (16 de abril de 2009-29 de septiembre de 2017 retirado)
- Michele Seccia (29 de septiembre de 2017 - 18 de junio de 2025 retirado)
- Angelo Raffaele Panzetta, desde el 18 de junio de 2025